# Hemionitis
Hemionitis (Hemionitis) je rod kapradin z čeledi křídelnicovité. Jsou to nevelké kapradiny s dlanitými listy a dlouhými řapíky. Rod zahrnuje 8 druhů. Je rozšířen v tropické Americe a Asii. Některé druhy jsou pěstovány ve sklenících botanických zahrad.

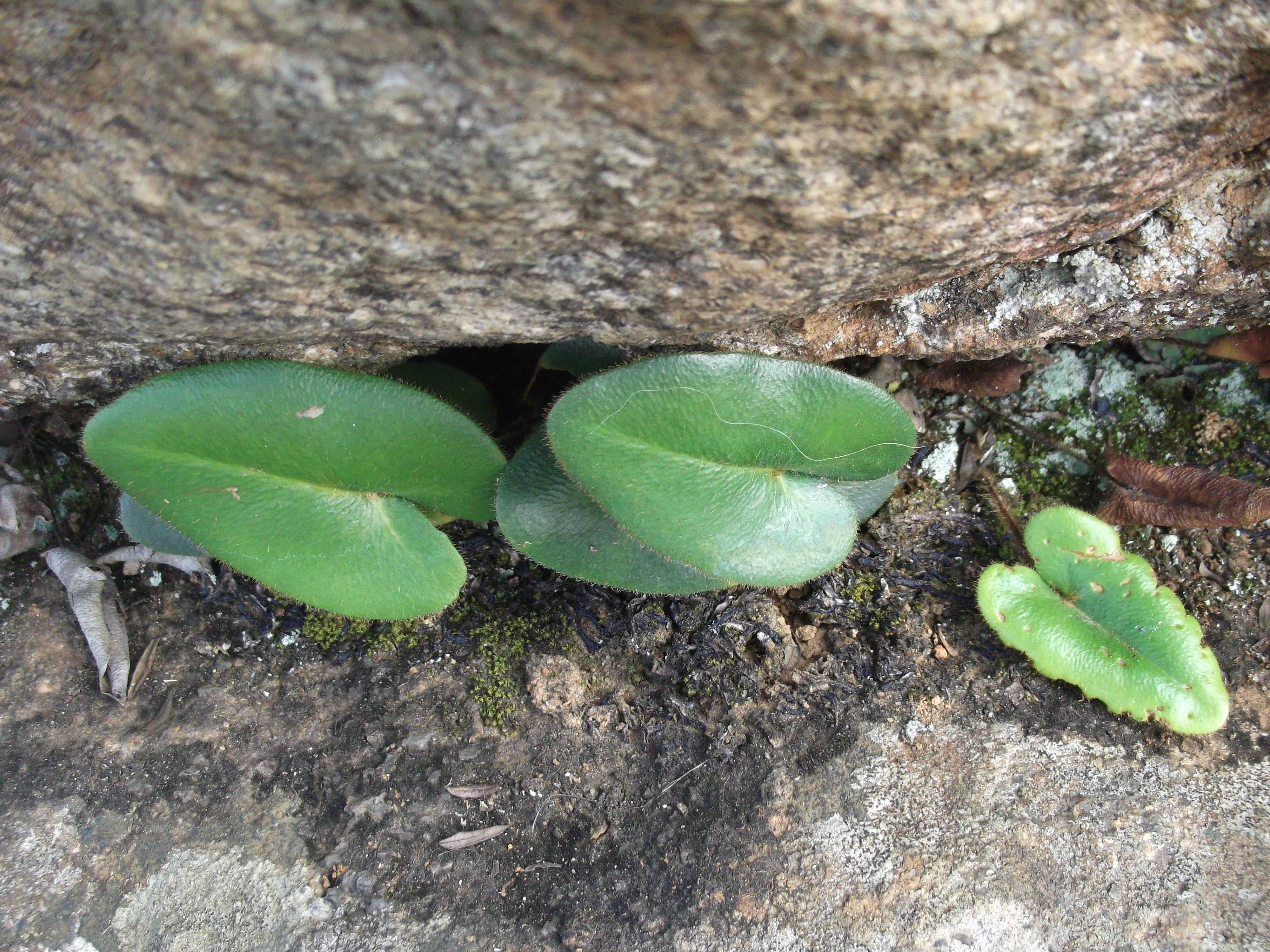
Asijský druh Hemionitis arifolia

## Popis
Zástupci rodu hemionitis jsou pozemní nebo litofytní kapradiny. Oddenky jsou plazivé až přímé, pokryté úzkými až širokými, celokrajnými plevinami. Listy jsou stejnotvaré, případně sterilní listy v přízemní růžici a fertilní vzpřímené a dlouze řapíkaté. Čepel je jednoduchá, celistvá nebo mělce až hluboce dlanitě členěná, lysá nebo chlupatá, většinou kratší než řapík. Žilnatina je tvořena volnými, vidličnatě větvenými nebo spojujícími se žilkami. Výtrusné kupky jsou slité do čárkovitých linií sahajících od blízkosti středního žebra téměř po listový okraj. Výtrusnice jsou krátce stopkaté. Ostěry chybějí. Spory jsou zaobleně čtyřhranné, triletní, na povrchu hrubé.

## Rozšíření
Rod hemionitis zahrnuje 8 druhů. Většina druhů je rozšířena v tropické Americe, jeden druh (Hemionitis arifolia) roste v tropické Asii od Indie a Srí Lanky po Filipíny.

## Taxonomie
Rod Hemionitis je v současné taxonomii řazen v rámci čeledi Pteridaceae do počeledi Cheilanthoideae. Mezi blízce příbuzné rody náleží Cheilanthes, Doryopteris a Adiantopsis.

## Význam
Některé druhy hemionitis, např. Hemionitis palmata, jsou pěstovány ve sklenících botanických zahrad. Pro pěstování v pokojových podmínkách se nehodí, neboť vyžadují vlhký vzduch.